# P3P
P3P (ang. Platform for Privacy Preferences) – protokół rozwijany przez World Wide Web Consortium (W3C).
Jest odpowiedzią na niepokojące pozyskiwanie i gromadzenie danych o internautach. Protokół ma zapewniać użytkownikom przeglądarek większą kontrolę nad danymi o nich, obecnymi w Internecie. Ma za zadanie w prosty sposób ukazać jak strony WWW wykorzystują dane użytkowników.
Obecnie, w technologię P3P wyposażonych jest jeszcze nieduża liczba serwisów WWW, a czy ta technologia się rozpowszechni jest trudne do określenia. Oczywiste jest, że to całkowicie nie zapobiegnie utraty prywatności użytkowników przeglądarek. Technologia ta daje możliwość serwerom WWW tłumaczenia się ze swoich praktyk związanych z prywatnością osób odwiedzających poprzez sprowadzanie do standaryzowanego formatu, który jest odczytywany przez maszynę (Extensible Markup Language XML). Zapis wykonany przez maszynę może być natychmiastowo automatycznie tłumaczony przez przeglądarkę użytkownika. Klient posiadający P3P automatycznie pobiera i odczytuje zapis polityki bezpieczeństwa odwiedzanego serwisu WWW.